# برکه گرگ ۲
برکهٔ گرگ ۲ (به انگلیسی: Wolf Creek 2) فیلمی در ژانر ترسناک و دلهره‌آور به کارگردانی گرگ مک‌لین و ادامه‌ای بر فیلم برکهٔ گرگ است که در سال ۲۰۱۳ منتشر شد. از بازیگران آن می‌توان به رایان کر اشاره کرد.